# Fuchū (Hiroshima Aki)
Fuchū (府中町?) è una cittadina giapponese della prefettura di Hiroshima.
È nota per ospitare la sede principale della Mazda.